# أرياني دابوين
أرياني إيدياري دابوين ريكاردو (من مواليد 3 يناير 1997) هي ممثلة فنزويلية ومقدمة برامج تلفزيونية وعالمة نفسية وعارضة أزياء وحاملة لقب ملكة جمال ملكة جمال فنزويلا 2021. مثلت ولاية كوجيدس في المسابقة وستمثل فنزويلا في مسابقة ملكة جمال العالم 2022.

## روابط خارجية
- أرياني دابوين على إنستغرام